# Ambadra bryantia
Ambadra bryantia är en fjärilsart som beskrevs av William Schaus 1928. Ambadra bryantia ingår i släktet Ambadra och familjen tandspinnare. Inga underarter finns listade i Catalogue of Life.